# La puñalada (milonga)
La puñalada es un tango autoría del compositor uruguayo Horacio "Pintín" Castellanos.
En 1937, en pleno Carnaval montevideano, el director de orquesta Juan D’Arienzo, que estaba en esa ciudad animando bailes, se conoció con el autor y este le mostró varias partituras de composiciones suyas, destacando  "La Puñalada", a la cual el D´Arienzo le prometió ensayarla y estrenarla con su orquesta. Concebida inicialmente como tango, D’Arienzo la estrenó convertida en una milonga y la transformó en un gran éxito.

## El Autor
Horacio Antonio Castellanos Alves (Montevideo, Uruguay, 10 de junio de 1905 – ibídem, 2 de julio de 1983), conocido con el apodo de "Pintín" Castellanos, fue un pianista, compositor, letrista y director de orquesta dedicado al género del tango.
Además de ser autor de muchos tango famosos, de ser un excelso pianista y director de orquesta, en 1948 escribió el libro "Entre Cortes y Quebradas", de carácter histórico y cultural.

## Historia
En 1937 D'Arienzo llegó a Montevideo para animar los bailes de Carnaval del Teatro Solís y se hizo amigo de Pintín Castellanos, con quien solía reunirse en el Bar Tupí, y allí el compositor le entregó la partitura de La puñalada, un tema de 1933 que ya había ejecutado en un club nocturno de Carrasco donde tocaba el piano y el director le prometió estrenarla. De vuelta al hotel la estudió con Rodolfo Biagi y Domingo Moro y no les convencía; era un tango con el formato antiguo de una introducción y tres partes, pero D'Arienzo estaba decidido a cumplir su compromiso de estrenarlo. Entonces uno de los presentes propuso adaptarlo como milonga aprovechando la circunstancia de que su formato lo permitía y así lo hicieron. Tal fue el éxito que a partir de allí la orquesta de D'Arienzo se proyectó a los primeros planos y La puñalada se mantuvo como uno de los temas característicos de su repertorio. José María Otero da otra versión de los hechos cuando dice que su paso a tango-milonga ocurrió en 1933 cuando Roberto Firpo lo llevó a Buenos Aires, y el pianista y acordeonista Feliciano Brunelli adaptó el tango en tiempo de milonga.
Al terminal los bailes de Carnaval D’Arienzo regresó a Buenos Aires como primera figura de Radio El Mundo y el 27 de abril de 1937 grabó La puñalada para RCA Victor, repitió el registro el 23 de noviembre de 1943 con la afortunada idea de poner La cumparsita en la otra faz, potenciando en tal forma la combinación que fue, con más de 18 millones, el disco más vendido de la historia El 12 de septiembre de 1951 hizo una nueva grabación con mejor sonido y otra el 10 de diciembre de 1962.
Por su parte, Francisco Canaro grabó La puñalada como tango para Odeon el 12 de junio de 1937, sin mayor repercusión, y la volvió a registrar, pero como milonga, en 1946 y 1951. La puñalada fue la máxima creación de Castellanos y la versión de D’Arienzo lo satisfizo enormemente.
El 24 de julio de 1937 se publicó la partitura en papel, como “milonga tangueada".
Luego de estrenado, le fue puesta letra por parte de Celedonio Flores (Buenos Aires, 3 de agosto de 1896 - 28 de julio de 1947) que era un poeta argentino, de gran sensibilidad, muy popular letrista de tango frecuentador de la bohemia porteña. Autor de versos lunfardos y también sentenciosos y moralizantes, entre los que destacaron los tangos Margot, Mano a mano, El bulín de la calle Ayacucho, Viejo smoking, Corrientes y Esmeralda y Muchacho.
La obra aparece dedicada en esta forma “Dedico esta milonga tangueada a la querida muchachada amiga que forma el Juventus del Club Banco de la República Oriental del Uruguay y La Pelusa del Club Banco de la República Argentina, como también a su gran creador e intérprete Juan D’Arienzo.” El 2 de diciembre de 1937 la grabó –con la letra de Flores- Alberto Gómez.
La grabaron, entre otros, el cuarteto de Roberto Firpo (1949), la orquesta de Osvaldo Fresedo (1950), Baffa-Berlingieri, Buenos Aires del 900, José Colángelo, Alberto Di Paulo, Domingo Federico, Enrique Mora, Mariano Mores, Los Muchachos de Antes, el Quinteto Real, el Sexteto Mayor, Los 3 de Buenos Aires, Los Siete del Tango, Los Tubatango, Atilio Stampone, la orquesta de Tango Argentino, 
Los Violines de Oro del Tango y Héctor Varela.